# MGM-52長矛
MGM-52長矛是一種可移動野戰砲地對地戰術導彈(戰術彈道導彈)系統，為美國陸軍提供核火力和常規火力支援。該導彈的彈頭是在勞倫斯利佛摩國家實驗室研發。它被MGM-140陸軍戰術導彈系統取代，MGM-140最初打算在冷戰期間同樣提供核火力支援。

## 部署
第一批MGM-52導彈在1972年部署，取代早期的MGR-1火箭和MGM-29飛彈，這大大減少了系統的重量和體積，也改善了其精確性和活動性。
一個長矛飛彈連會配備2輛飛彈發射車，由M113裝甲運兵車底盤改造衍生的M752飛彈發射車(英語: Self-Propelled Launcher)，每輛發射車會載運1枚戰備彈，搭配2輛M688飛彈運輸車（可搭載2枚備射彈），一個連共配賦6枚長矛飛彈。飛彈連發射速度約為每小時3枚導彈。飛彈連的作戰車輛也可運輸發射裝有改良介接套件整合的MGR-1誠實約翰戰術彈道飛彈，以獲得更嘉的作戰彈性。
長矛飛彈主火箭引擎為可變推力液態火箭發動機，改良的燃料成分使得飛彈燃料箱可以長時間儲存燃料，大幅縮短野戰發射的前置準備時間至15分鐘，相比上一代的MGM-29飛彈發射前置準備時間為1小時，從隱蔽性來說是相當高水準的精進。長矛飛彈的火箭引擎設計十分獨特，一個小型維持器(英語: Sustainer engine)安裝在一個環形助推發動機內。因此長矛飛彈發射時彈體側面會有4具輔助引擎運作，至1.5公里外後才主引擎才會啟動點火。

## 酬載
長矛飛彈的戰鬥部是由一個爆炸當量為0.1-10萬噸(4.2-418.4 TJ)的W70核彈頭或常規彈頭，核彈頭較輕（211公斤），而常規彈頭較重（454公斤），因此飛彈射程會受到酬載彈頭的不同而從70-80公里（常規）與110-120公里（核彈）不等。W70-3核彈頭是首批可投入使用中子彈彈頭之一。常規炸藥包含單個聚能裝藥彈頭，以作穿透硬目標和破壞掩體，或以包含836顆M74集束炸彈作反人員和反器材之用。工程師設計彈頭時也考慮過酬載化學武器，但該領域的研發在1970年取消。

## 退役
MGM-52導彈隨著冷戰結束而退役，其常規火力投射任務由MGM-140_陸軍戰術導彈系統取代。

## 使用國

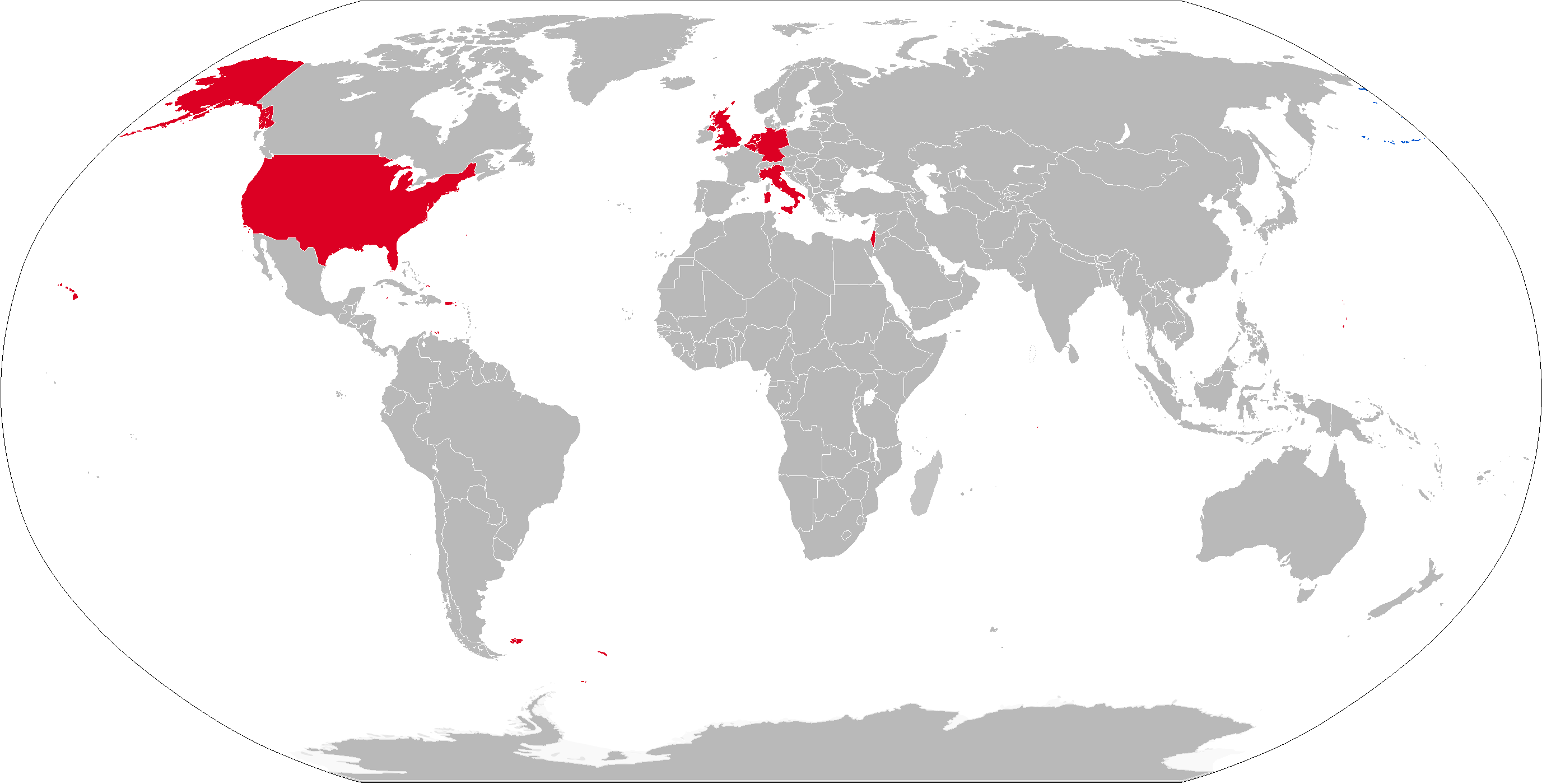
前MGM-52使用國

### 前使用者
美国 美國陸軍
- 美國陸軍第12野戰炮兵團（英语：12th Field Artillery Regiment）(1973-1992年)第1營，位於俄克拉何馬州錫爾堡陸軍基地。[3]
- 美國陸軍第32野戰炮兵團（英语：32nd Field Artillery Regiment）(1975-1991年)第1營，位於德國黑森州哈瑙。
- 美國陸軍第33野戰炮兵團（英语：33rd Field Artillery Regiment）(1975-1987年)第6營；重新指定為第32野戰砲兵團第6營(1987-1991年)，位於俄克拉何馬州錫爾堡陸軍基地[10](一組炮組部署至南韓)。[11]
- 美國陸軍第42野戰炮兵團（英语：42nd Field Artillery Regiment）(1974-1987年)第2營；重新指定為第12野戰砲兵團第4營(1987-1991年)，位於德國巴登-符騰堡州克賴爾斯海姆。
- 美國陸軍第79野戰炮兵團（英语：79th Field Artillery Regiment）(1974-1986年)第3營；重新指定為第32野戰砲兵團第2營(1986-?年)，位於德國黑森州吉森。
- 美國陸軍第80野戰炮兵團（英语：80th Field Artillery Regiment）(1974-1987年)第1營；重新指定為第12野戰砲兵團第3營(1987-1991年)，位於德國巴伐利亞州阿沙芬堡。
- 美國陸軍第333野戰炮兵團（英语：333rd Field Artillery Regiment）(1973-1986年)第1營；重新指定為第32野戰砲兵團第3營(1986-?年)，位於德國黑森州威斯巴登。
- 美國陸軍第377野戰炮兵團（英语：377th Field Artillery Regiment）(1974-1987年)第2營；重新指定為第12野戰砲兵團第2營(1987-1992年)，位於德國巴伐利亞州黑爾措格瑙拉。

 英国 英國陸軍
- 英國皇家砲兵第50導彈團（英语：50th Missile Regiment Royal Artillery）(於1993年解散和武器退役)

 以色列 以色列國防軍
 荷蘭 荷蘭皇家陸軍
- 荷蘭皇家陸軍第129炮兵營(1979-1992年)

 比利时 比利時陸軍
- 比利時陸軍第3炮兵營(1977-1992年)

 義大利 意大利陸軍
- 意大利陸軍第3導彈旅"Aquileia"（英语：3rd Missile Brigade "Aquileia"）

 德国 德國聯邦國防軍陸軍
- 德國聯邦國防軍陸軍第150火箭炮兵營
- 德國聯邦國防軍陸軍第250火箭炮兵營
- 德國聯邦國防軍陸軍第350火箭炮兵營
- 德國聯邦國防軍陸軍第650火箭炮兵營

## 外部連結
- Video of Lance missiles being launched by British Army in 1992 – #1 （页面存档备份，存于）
- Video of British Army Lance launches in 1992 – #2 （页面存档备份，存于）
- Video of British Army Lance launches in 1992 – #3 （页面存档备份，存于）
- Redstone Arsenal History – Lance
- Herzobase.org （页面存档备份，存于） – Lance Missile base in Germany
- Designation Systems Article （页面存档备份，存于）
- Brookings Institution photos and data